# Віктор Суворов
Ві́ктор Суво́ров (справжнє ім'я: Володи́мир Богда́нович Рєзу́н; нар. 20 квітня 1947, поселення Барабаш, Хасанський район, Приморський край, РРФСР) — радянський розвідник-утікач, капітан Головного розвідувального управління Генерального штабу Збройних сил Радянського Союзу; історик, дослідник та письменник в жанрі історико-документального та художньо-історичного роману.
Мешкає у Великій Британії. Читає лекції у військових академіях Західної Європи.
Автор численних популярних книг з історії Другої світової війни та діяльності спецслужб СРСР, аналіз та опис подій в яких значно відрізняються від трактування історії, що викладалась за часів СРСР, трактуванню історії у пострадянських країнах та за їх межами.
У своїх книгах Володимир Богданович Рєзун зосереджує увагу на неприпустимості викривлення історії заради пропаганди, а також доводить, що використання комуністичної легенди про історію фактично принижує гідність мільйонів солдат і мирних жителів, що загинули в Другій світовій війні
Володимир Богданович Рєзун уперше докладно виклав етапи підготовки СРСР до захоплення Європи й світу: від приведення Сталіним до влади в Німеччині Адольфа Гітлера, Громадянської війни в Іспанії, до створення умов, при яких у разі вторгнення Радянського Союзу до Європи жодна країна Європи й світу не могла б протидіяти такій окупації.

## Біографія
Народився (згідно з автобіографією) Володимир Різун на Далекому Сході в сім'ї кадрових військових, яка з часом переїхала в Черкаси. Наполовину українець, наполовину росіянин. Батько Богдан Васильович Різун і мати Віра Спиридонівна познайомилися та одружилися на війні. Чотири рази важко поранений батько дослужив до пенсії. Все життя він збирав і читав військові мемуари. «Суворовцем» став старший брат — Олександр. Це також визначило долю молодшого — Володимира.
В 11 років вступив у Калінінське суворовське училище, а потім у Київське вище загальновійськове командне училище. 1968 року одержав призначення на посаду командира танкового взводу у військах Прикарпатського військового округу.
Частина, в якій він служив, разом з іншими військами округу брала участь в окупації Чехословаччини у серпні 1968 року. Після виводу військ з Чехословаччини В. Різун продовжив службу в частинах спочатку Прикарпатського, а потім Приволзького військових округів на посадах, пов'язаних з військовою розвідкою.
Навесні 1969 року старший лейтенант Різун став офіцером військової розвідки в 2-ому (розвідувальному) управлінні штабу Приволзького округу. Влітку 1970 року він як перспективний молодий офіцер був направлений до вступу в Військово-дипломатичну академію. Успішно склав вступні іспити.
Від 1970 року — в номенклатурі ЦК КПРС. У 1974 році закінчив Військово-дипломатичну академію. Чотири роки працював у женевській резидентурі ГРУ — співробітник легальної резидентури військової розвідки, капітан.
Одружений з Тетяною Корж, має двох дітей.
Свідомо пішов на розрив з комуністичною системою СРСР. 10 червня 1978 року, разом з дружиною, дочкою і сином Олександром (1976 р. н.), знаходячись під дипломатичним прикриттям у Женеві, звернувся до офіційного представника Великої Британії, який забезпечив їхню безпечну евакуацію до Великої Британії.
Швейцарська влада була поінформована про зникнення радянського дипломата і його сім'ї з одночасним проханням вжити всі необхідні заходи для пошуку зниклих. Через 17 днів, 27 червня, політдепартамент Швейцарії повідомив радянським представникам, що Різун разом з сім'єю знаходиться в Англії, де попросив політичного притулку. Співробітники радянської резидентури спочатку декілька років взагалі офіційно заперечували існування Різуна, але після видання перших книг почали визнавати його існування, а потім і факт його служби у розвідці.
Щодо Віктора Суворова розповсюджується досить багато чуток і пліток. Наприклад, у своїй книзі „Как Виктор Суворов предавал «Аквариум»“ Олександр Кадетов (рос. Александр Кадетов) стверджував, що дід Суворова, Василь, після того, як йому стало відомо про вчинок внука, покінчив з собою, залишивши записку: «Іуда, проклинаю». За словами автора фільму «Останній міф» В.Синельникова, батько Віктора Суворова, як і дід, помер передчасно, а незадовго перед смертю буцімто сказав автору серіалу, що його син «приніс сім'ї більше горя, ніж Гітлер». Однак сам Суворов спростовує це:
|  | Ці байки розпускає один колишній гебешник, прізвища котрого я називати не буду з гігієнічних міркувань… Мій дід помер 5 січня 1978 року. А я втік в Англію 10 червня 1978 року. Але я впевнений: якщо би дід дожив до моєї втечі, то неодмінно помер би, дізнавшись про неї, — від п'янки на радощах. Тому що дід ненавидів радянську владу лютою ненавистю і часто докоряв мені: «Кому ти служиш?!». Мій батько, людина, яка прекрасно зналася на військовій історії, що зібрала всі книги військових мемуарів, що мала чудову пам'ять, врешті-решт повністю зі мною погодився. Треба сказати, ілюзій з приводу радянської влади він теж ніколи не мав. |

Факт того, що Віктор Суворов заочно засуджений в СРСР до страти, як підтверджується, так і спростовується спецслужбами Російської Федерації одночасно. За твердженням Н. А. Петухова, заступника голови Верховного суду Російської Федерації, ця заява не має під собою ніякого підґрунтя: Суворова не тільки не засуджували, його справа навіть не передавалася до суду. Існують свідчення і протилежного характеру. В інтерв'ю начальника ГРУ генерала Ф. І. Ладигіна газеті «Комсомольська Правда» (14.08.99) підполковника І. Черняка, на питання військового спецкора: «Я чув, Суворов-Резун засуджений до вищої міри», відповідь нач. ГРУ: «Заочно — так. Був суд». Російська Федерація, як правонаступниця СРСР, не спростувала і не підтвердила винесений вирок. Важливо зазначити, що обидві заяви можуть бути правдою, оскільки військовослужбовець, звинувачуваний у зраді, насамперед постає перед військовим трибуналом. Отже справа Суворова дійсно могла до суду не передаватися, а бути розглянутою закритим військовим трибуналом.
Станом на 2011 рік заборонений в'їзд до України.

## Історично-публіцистична праця
Суворов у своїх працях піддає нищівній критиці всю радянсько-сталінську інтерпретацію передумов для початку Другої світової війни. Одна з основних його тез — причиною катастрофи 1941 року була не нездатність Червоної армії вести оборонну війну, до якої дійсно ніхто не був готовий, а підготовка Сталіним нападу на Німеччину з наступним "звільненням Європи". У своїх працях він доводить, що влітку 1941 року Червона армія готувалася до удару по своєму союзнику — Третьому Рейху та інших країнах Європи. Удар, за версією Суворова, повинен був бути нанесений на початку липня, орієнтовно шостого числа. Німецькі війська своїм превентивним нападом зірвали ці приготування.
Фактично Суворов виклав концепцію дій Радянського Союзу того часу, суть якої в тому, що Йосип Сталін з моменту встановлення режиму особистої влади готував завоювання і комунізацію Європи та світу. Незважаючи на відсталість країни, відсутність найнеобхідніших речей, всі сили та матеріальні ресурси були кинуті на тотальну мілітаризацію СРСР і підготовку «Великої визвольної місії». Головною метою Сталіна було розгортання «Світової революції», бо для цього і створювався Радянський Союз. СРСР не міг співіснувати з капіталістичним світом: він мав або загинути, або завоювати весь світ.
Наведені Суворовим у своїх книгах факти, що спочатку вважалися сумнівними, були підтверджені в ході розсекречення частини радянських архівів. Наприклад, наведені дані про загальну кількість радянських танків станом на 22 червня 1941 року були навіть перевершені (за версією В.Різуна їх кількість перевищувала 22 тисячі, проти 3 600 танків Третього Рейху).
Висновки Суворова підштовхнули багатьох незалежних дослідників до більш інтенсивного й ретельного аналізу та вивчення подій Другої світової війни. Результат — введення в науковий обіг праць М. Мельтюхова, Б. Соколова, Т. Бушуєвої, П. Бобильова, М. Солоніна, М. Семиряги, В. Данилова, В. Бешанова, А. Сахарова, В. Дорошенка, І. Павлової, В. Кисельова та інших, що підтримують концепцію Суворова.

Російський вчений, доктор історичних наук Юрій Фельштинський так оцінив заслуги Володимира Різуна: 
|  | «Для вивчення проблематики початкового періоду Другої світової війни В. Суворов зробив більше, ніж уся радянська і західна історіографія. Він знайшов відповіді на велику кількість питань, що мучили нас десятиріччями. Він дуже багато що пояснив, і пояснив, безперечно, правильно.» |

Утім, серед істориків, як російських так і західних, є й багато критиків концепції Віктора Суворова.

## Художні твори
В автобіографічних творах, першими з яких були «Визволитель» (рос. «Освободитель») та «Акваріум» (1985), автор розповідає про свій шлях в армії, військовій розвідці, спецназі Радянського Союзу, та ГРУ (зовнішній розвідці СРСР). За мотивами повісті  був знятий однойменний фільм «Акваріум» (1996).
«Контроль» (1981) та продовження «Вибір» (2012) написані в художньому стилі в жанрі шпигунського роману, за мотивами біографії Еви Перон (Евіти) як радянської розвідниці. Трилогія доповнена романом "Змієїд" (рос. "Змееед") про події 1936 року (нарком Внутрішніх справ Ягода Г.Г. про початок життєвого шдяху майбутньої розвідниці Насті Стрілецької.

## Цитати
|                                                                           | Я бачу масове божевілля народу. Я бачу якийсь вибух вульгарності, абсолютно жахливої вульгарності, і жахливий же рівень, як казав Олександр Васильович Суворов, «незнайства». Плюс якась дикунська радість, неначе дикунам намиста дали, і вони танцюють навколо багаття, на якому людожери смажать своїх бранців. ...Ця Перемога перетворюється на інструмент утримання влади, кримінальної влади людей, які обікрали країну. |
| — Про святкування в Росії «70-річчя перемоги у Великій Вітчизняній війні» | |

## Твори
- «Визволитель» 1981 (рос. «Освободитель»),
- «Контроль» (1981), приквел «Змієїд» (повість, 2011), «Вибір» (2012)
- «Акваріум» (1985)
- «Криголам» (1987), «День „М“» (1996), «Очищення» (1998)
- «Остання республіка». Книга перша 1997
- «Самогубство» (2001), «Тінь перемоги» (2001)
- «Беру свої слова назад» (2005)
- «Остання республіка (Свята справа)». Книга друга 2008
- Аудіокнига «Криголам» (2009), включає раніше не опубліковані глави[9]
- «Остання республіка (Розгром)». Книга третя 2010
- «Кузькіна мать: Хроніка великого десятиліття» (2011)
- «Її ім'я було Тетяна» (2013)
- «Облом» (2014)
- «Радянська військова розвідка» (2016)
- «Спецназ» (2018)

## Літературні нагороди
Віктор Суворов за його унікальний доробок в галузі літератури нагороджений Європейською Унією Мистецтв та товариством «Коло Франца Кафки» (Прага) Золотою медаллю Франца Кафки.